# برادي بيكون
برادي بيكون (بالإنجليزية: Brady Bacon)‏ هو سائق سباق أمريكي، ولد في 26 يناير 1990 في بروكن أرو في الولايات المتحدة.